# Alence
Alence (llamada oficialmente Santa Lucía da Alence) es una parroquia y una aldea española del municipio de Los Nogales, en la provincia de Lugo, Galicia.

## Otras denominaciones
La parroquia también es conocida por el nombre de Santa Lucía de Alence.

## Organización territorial
La parroquia está formada por 4 entidades de población:

### Entidades de población
Entidades de población que forman parte de la parroquia:
- Alence (A Alence)
- Cruces (As Cruces)
- Pando (O Pando)

### Despoblado
Despoblado que forma parte de la parroquia:
- Vilarín

## Demografía

### Parroquia
| Gráfica de evolución demográfica de Alence (parroquia) entre 2000 y 2020 |
|                                                                          |
| Datos según el nomenclátor publicado por el INE.                         |

### Aldea
| Gráfica de evolución demográfica de Alence (aldea) entre 2000 y 2020 |
|                                                                      |
| Datos según el nomenclátor publicado por el INE.                     |